# Grive des Bonin
Zoothera terrestris
Espèce
Statut de conservation UICN

 EX  : Éteint
La Grive des Bonin (Zoothera terrestris) est une espèce éteinte de passereaux de la famille des Turdidae.

## Distribution
Cette espèce était endémique de l'archipel d'Ogasawara au Japon.
On ignore tout de son écologie. On pense qu'il a été détruit par les rats et les chats introduits dans l'île.

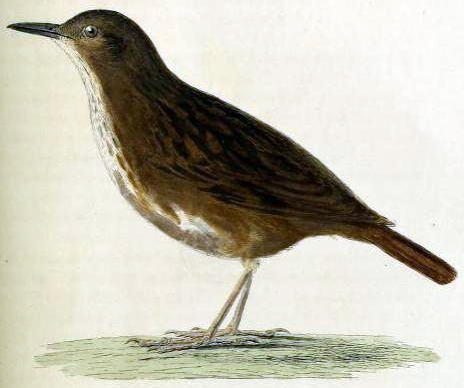
Zoothera terrestris

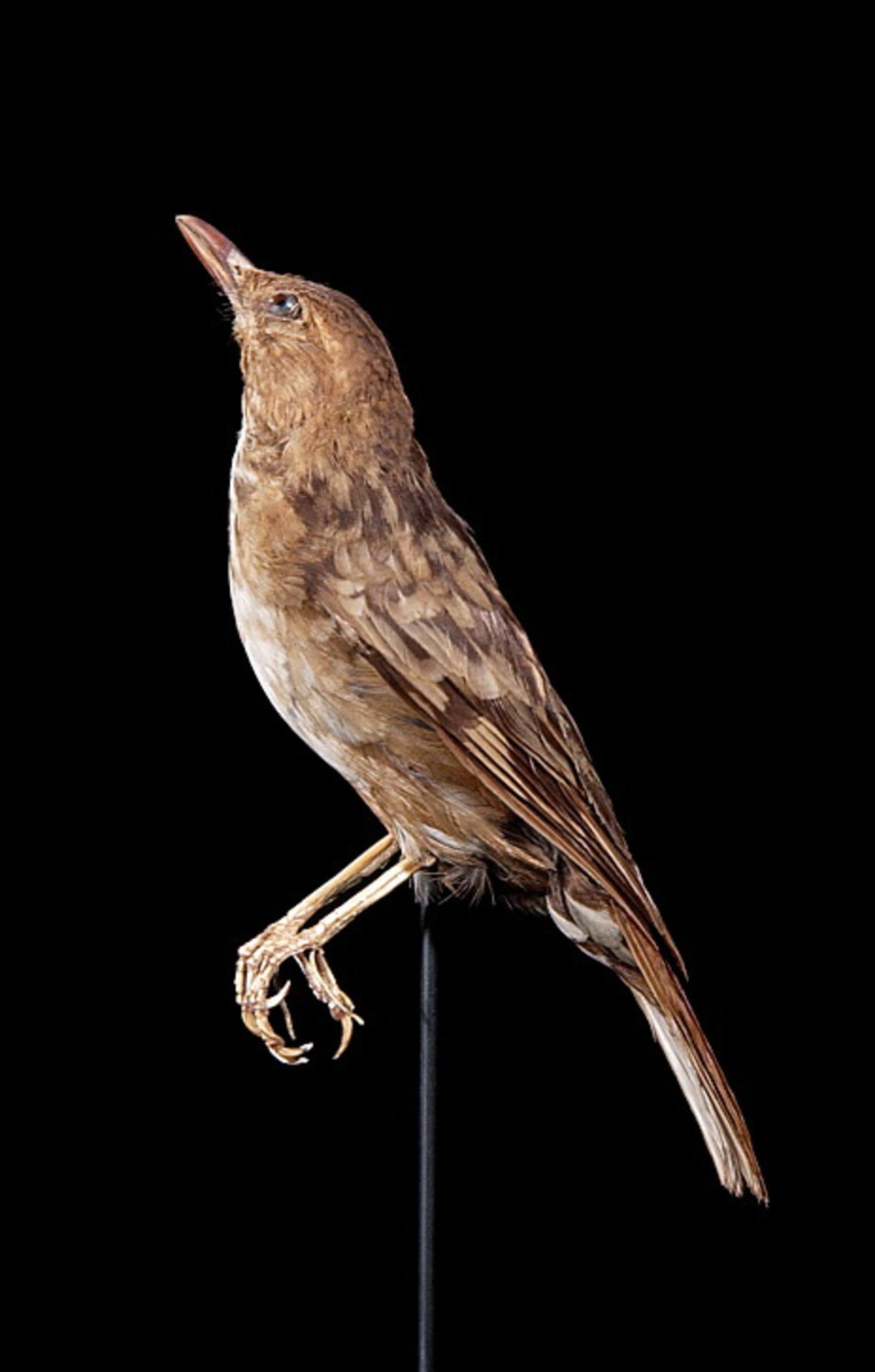
Zoothera terrestris

## Systématique et taxinomie
Cette espèce est connue seulement de quatre spécimens (aujourd'hui dans les muséums de Francfort-sur-le-Main, de Saint-Pétersbourg, de Leyde et de Vienne).
Cet oiseau a été découvert en 1828 par Friedrich Heinrich von Kittlitz (1799-1874) qui visite l'archipel d'Ogasawara (ou îles Bonin), pendant l'expédition du Séniavine.